# Pinacoteca nazionale (Ferrara)
La Pinacoteca nazionale di Ferrara è un museo statale italiano. Ha sede presso il piano nobile di Palazzo dei Diamanti e raccoglie dipinti della scuola ferrarese dal Duecento al Settecento.

## Storia
La Pinacoteca di Ferrara fu istituita nel 1836 con la formazione di un primo nucleo di opere provenienti da chiese della città che vennero raccolte nel Palazzo municipale. Nel 1846 le opere furono trasferite a palazzo dei Diamanti, acquistato nel 1842 dal comune di Ferrara dagli ultimi eredi della famiglia Villa.
Nel 1958 la pinacoteca passò allo stato italiano e dal 2015  fa parte del complesso museale autonomo dei Musei Nazionali di Ferrara.

## L'esposizione
Vi si possono ammirare il Trionfo di sant'Agostino del modenese Serafino de' Serafini, la Madonna col Bambino di Gentile da Fabriano. Di Cosmè Tura sono presenti il Giudizio e il Martirio di san Maurelio. Inoltre dipinti di Ercole de' Roberti, Vicino da Ferrara e Michele Pannonio, tra i principali artisti ferraresi del Quattrocento. 
Dalle collezioni estensi provengono opere di Andrea Mantegna, ad esempio il Cristo con l'animula della Madonna. Di autore incerto sono la Musa Erato e la Musa Urania, originarie dello Studiolo di Belfiore del marchese Leonello d'Este a palazzo di Belfiore distrutto da un incendio nel 1632.
Il Cinquecento è rappresentato da Garofalo, presente con il Polittico Costabili, opera eseguita con Dosso Dossi tra il 1513 e il 1523. Del periodo manierista alcune opere di Sebastiano Filippi detto il Bastianino. Altri maestri presenti con loro opere sono Carlo Bononi, lo Scarsellino, Vittore Carpaccio, Giovanni Battista Benvenuti detto l’Ortolano, Giovanni Francesco Maineri, Domenico Panetti, Michele Coltellini, il Maestro degli Occhi Spalancati ed altri.
Tra le opere più importanti del Seicento va menzionato il Martirio di San Maurelio (1635) del Guercino.
Nelle collezioni delle pinacoteca sono molto rare le opere di pittori non italiani. Di particolare interesse è il ritratto di Famiglia del 1801 di François-Guillaume Ménageot.